# Kánitz József
Kánitz József (Szeged, 1941. augusztus 17. – 2017. március 11.) magyar biológiatanár.

## Életútja
A szegedi Madách Imre Általános Iskolába járt, majd a Ságvári Endre Gimnáziumban (mai nevén: SZTE Báthory István Gyakorló Gimnázium és Általános Iskola) érettségizett. 1965-ben diplomázott a József Attila Tudományegyetem biológia–földrajz szakán. Először Újfehértón, majd Nyíregyházán tanított. 1977 és 2005 között a szegedi Ságvári Gimnázium biológiatanára volt. 1991 és 2001 között az intézmény igazgatójaként is tevékenykedett. 1985-ben szerezte meg doktori címét. 1980 és 1992 között a SZOTE Általános Orvostudományi Kar, Gyógyszerésztudományi Kar felvételi előkészítők biológiatanára, a felvételi bizottságok tagja volt. Több feladatgyűjteményt, szakcikket írt. 2005-ben vonult nyugdíjba. 2014-ben Rátz Tanár Úr-életműdíjban részesült.

## Díjai
- Rátz Tanár Úr-életműdíj (2014)